# Rzeczki (sielsowiet Krzywe Sioło)
Rzeczki (biał. Рэчкі, ros. Речки) – wieś na Białorusi, w obwodzie mińskim, w rejonie wilejskim, w sielsowiecie Krzywe Sioło.

## Historia
W czasach zaborów miasteczko w okręgu wiejskim Huby, w gminie Rabuń, w powiecie wilejskim, w guberni wileńskiej Imperium Rosyjskiego. W 1865 roku liczyło 165 mieszkańców (32 dusze rewizyjne) w 24 domach, należała do dóbr skarbowych Huby. Była tu drewniana cerkiew prawosławna.
W latach 1921–1945 miasteczko leżało w Polsce, w województwie wileńskim, w powiecie wilejskim, w gminie Rzeczki, od 1 stycznia 1926 roku w gminie Kurzeniec.
Według Powszechnego Spisu Ludności z 1921 roku zamieszkiwało tu 269 osób, 5 było wyznania rzymskokatolickiego, 181 prawosławnego a 83 mojżeszowego. Jednocześnie 41 mieszkańców zadeklarowało polską, 181 białoruską, 46 żydowską a 1 rosyjską przynależność narodową. Było tu 50 budynków mieszkalnych. W 1931 w 60 domach zamieszkiwało 295 osób.
Wierni należeli do parafii rzymskokatolickiej w Kurzeńcu i miejscowej prawosławnej. Miejscowość podlegała pod Sąd Grodzki w Wilejce i Okręgowy w Wilnie; właściwy urząd pocztowy mieścił się w Kurzeńcu.
W wyniku napaści ZSRR na Polskę we wrześniu 1939 miejscowość znalazła się pod okupacją sowiecką. 2 listopada została włączona do Białoruskiej SRR. Od czerwca 1941 roku pod okupacją niemiecką. W 1944 miejscowość została ponownie zajęta przez wojska sowieckie i włączona do Białoruskiej SRR.
Od 1991 w składzie niepodległej Białorusi.

Stare zdjęcia i grafiki
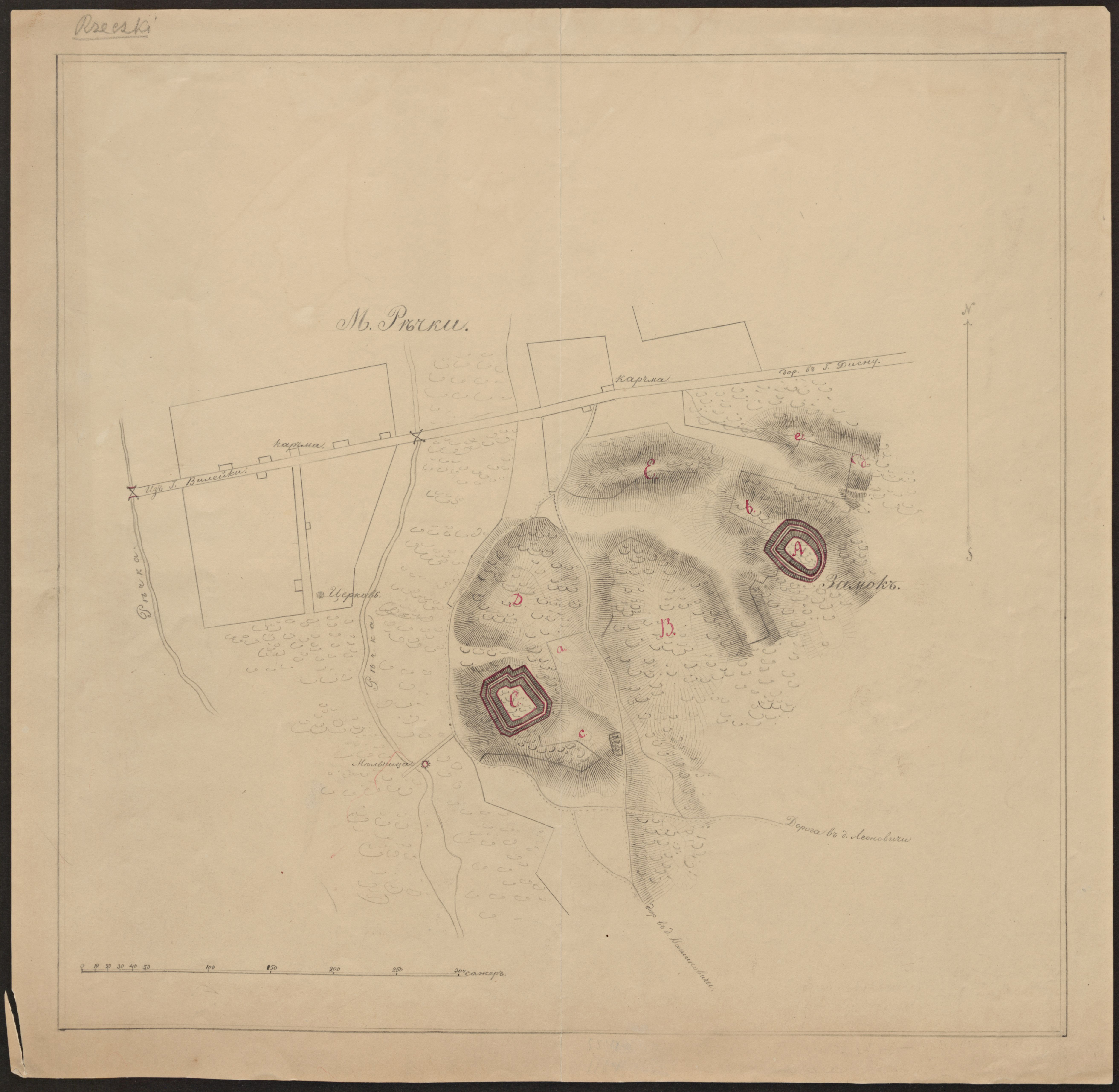
Plan miasteczka, 1854 г.
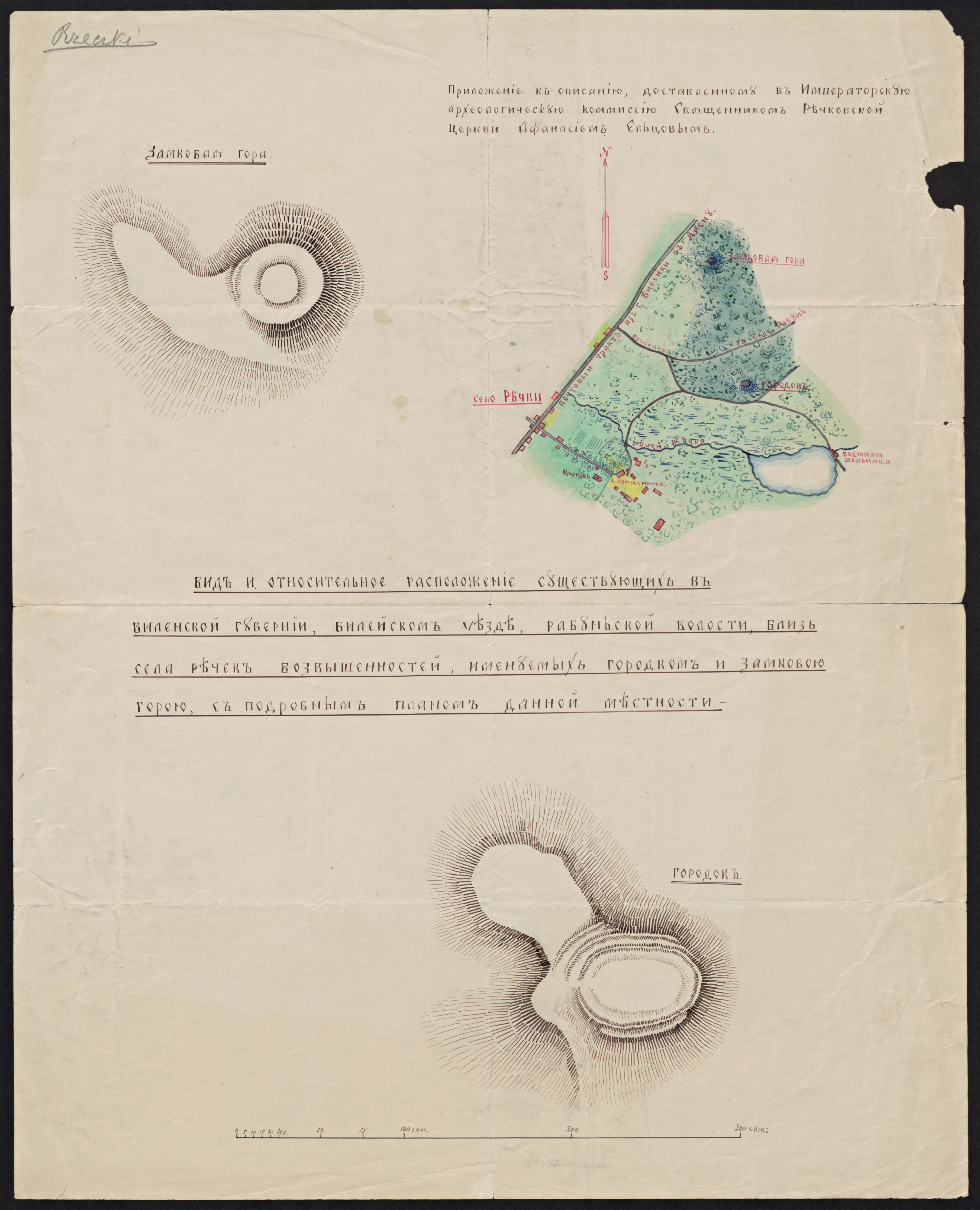
Plan miasteczka i zamku, 1899 г.
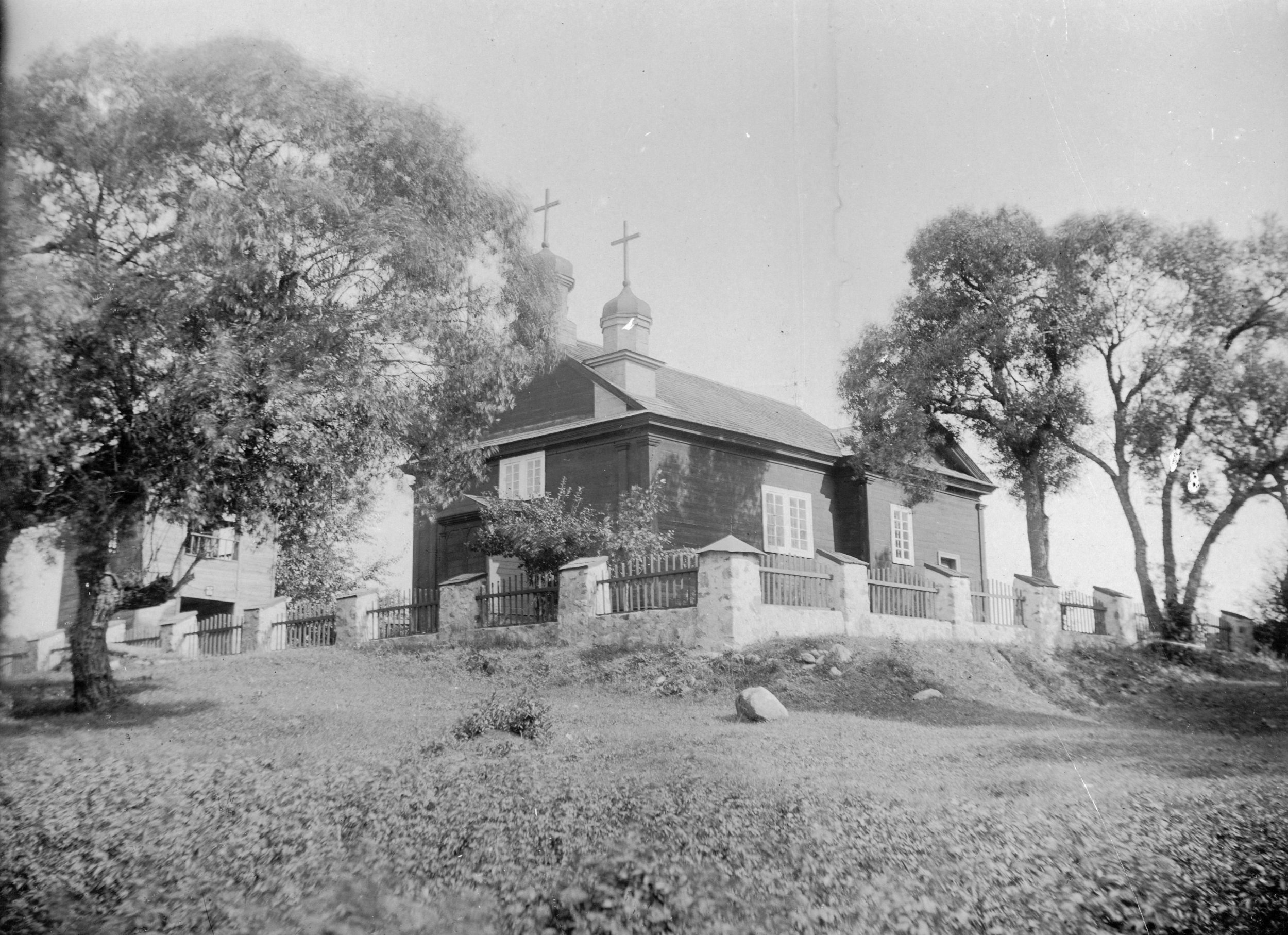
Cerkiew św. Duch, około 1900 г.
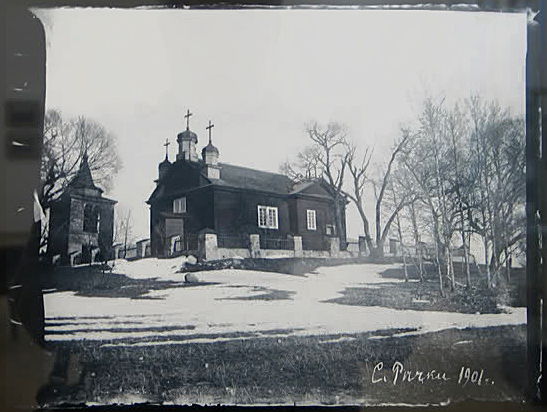
Cerkiew. П. Валынцэвіч, około 1901 г.